# Ганау
Ганау-на-Майні, Ганау (нім. Hanau am Main) — місто в Німеччині, у землі Гессені. Підпорядкований адміністративному округу Дармштадт. Порт на правому березі річки Майн, при впадінні у неї Кінціга.
Місто входить до складу району Майн-Кінціг. Населення становить 88 637 осіб (на 31 грудня 2010). Займає площу — 76,49 км².

## Історія
Вперше згадується 1143 року як замок місцевих феодалів із можновладного дому Ганау. Міськими правами наділений 1303 року. У 1429–1736 роках — столиця графства Ганау, однієї з малих держав Священної Римської імперії. Після смерті останнього графа Ганау успадкований правителями Гессен-Касселя.
1597 року граф Філіп Людвіг II Ганау-Мюнценбергський запросив переселитися до своїх володінь з Південних Нідерландів побратимів по протестантській вірі, які страждали від утисків іспанських Габсбургів. Переселенці утворили «нове місто» Ганау. Вони принесли із собою нові технології, такі, як виробництво фаянсу та ювелірна справа.
У 1782 у курорті Вільгельмсбад (нині у межах Ганау) пройшов загальноєвропейський масонський конвент, на якому було прийнято Виправлений шотландський статут.
У жовтня 1813 під час бою при Ганау австро-баварський корпус намагався зупинити відступаючу армію Наполеона, але був розбитий.
У березні 1945 року старе місто було практично повністю знищене британською авіацією. Після війни забудований заново.

## Пам'ятки
- Церква Діви Марії (XIV століття)
- Церква Іоанна у «місті валлонців» (1658)
- Дві історичні ратуші
- Пам'ятник братам Грімм (1895)
- Філіпсруе, барочна резиденція графів Ганау в околицях міста (1700–1715)

## Музеї Ганау[5]
- Історичний музей Ханау, замок Філіппсруе
- Дитячий музей Імперія казок Грімм (Historisches Museum Hanau Schloss Philippsruhe)
- Музей Гросаухайм (Museum Großauheim)
- Музей замку Штайнхайм (Museum Schloss Steinheim)
- Гессенський музей ляльок та іграшок (Hessisches Puppen- & Spielzeugmuseum)
- Міттельбухенський краєзнавчий музей (Heimatmuseum Mittelbuchen)
- Будинок німецького ювеліра (Deutsches Goldschmiedehaus) [6]
- Музей залізниці Hanau e. v. (Museum railway Hanau e. V.) [7]
- Geripptes Museum – простір культури сидру [8]
- Музей Ляльковий будиночок Вінні (Winni's Puppenhaus Museum)  [9]
- Лангензельбольдський краєзнавчий музей (HeimatmuseumLangenselbold) [10]
- Музей паперового театру Ханау (Hanauer Papiertheatermuseum)
- Музей Pays de Hanau [11]

## Транспорт
За 30 км від міста розташований один з найбільших у Європі міжнародний аеропорт Франкфурта-на-Майні.

## Особистості

### Народилися
- Знамениті казкарі брати Вільгельм і Якоб Грімм,
- відомий скульптор-анімаліст Август Гаул,
- німецький (валлонський) ботанік та міколог Філіп Ґотфрід Ґертнер[12],
- граф, міністр фінансів Російської імперії Єгор Канкрін,
- борець, чемпіон світу, срібний призер Олімпійських ігор Герхард Гіммель,
- австрійська театральна та кіноактриса Роза Альбах-Ретті.

### Пов'язані з містом
У першій половині XIX ст. місто отримало значну популярність серед російських мандрівників у зв'язку з тим, що в Ганау жив популярний лікар Йоганн-Генріх Копп. Його клієнтами були такі знамениті письменники, як Микола Гоголь, Василь Жуковський, Костянтин Батюшков, Микола Мов. Багато пацієнтів спеціально приїжджали до Коппа та подовгу жили в Ганау (так, у серпні-жовтні 1835 з родиною — поет князь Петро Вяземський, дочку якого Парасковію лікував Копп).
На першій сторінці «Бісів» Достоєвського сказано, що Верховинський захистив «блискучу дисертацію про виникаючу цивільному та ганзеатичному значенні німецького містечка Ганау, в епоху між 1413 і 1428 роками, а разом з тим і про ті особливі та неясні причини, чому значення це зовсім не відбулося».

## Міста побратими
- Ярославль (Росія)
- Дартфорд (Велика Британія)